# Fort de Bhuragarh
El Fort de Bhuragarh és una fortalesa de l'Índia al districte de Banda a la riba del riu Ken.
Es creu que fou construït el 1746 o el 1784 segons les fonts, però modernament es pensa que fou obra de Raja Guman Singh al segle xvii. Fou assaltat pels britànics el 1804 i ocupat. El maig de 1857 va caure en mans dels rebels dirigits pel raja Ali Bahadur II, però fou recuperat l'abril de 1858.